# Débardeur du port d'Anvers
Débardeur du port d'Anvers (en español El trabajador portuario de Amberes) es una escultura en bronce creada por Constantin Meunier en 1890. 

## Descripción
La figura es ligeramente más grande que la escala natural, llegando a medir unos 2 metros de altura, y representa un estibador en ropa de trabajo, en posición de contraposto. Para proteger su nuca del polvo de carbón y el roce mientras transporta bolsas de tela de yute, usa una especie de capucha como protección para el cuello.  

## Historia
Débardeur du port d'Anvers se basa en una pequeña escultura en cera de 48 centímetros de altura realizada en 1885  en Bruselas en el Salón de los XX. En 1889 se presentó la estatua en yeso en París en el Salón de la Sociedad Nacional de Bellas Artes.
La copia en bronce de la primera estatuilla fue adquirida por el Estado francés en 1890. Otras copias a diferentes tamaños de la escultura se han realizado desde 1893, y se pueden encontrar en Amberes (donde se considera un símbolo de la ciudad portuaria), Estocolmo, Dresde, Copenhague y Lima.

### Der Hafenarbeiter
La escultura original se encuentra en la cabeza sur del puente Friedensbrücke en Fráncfort del Meno y recuerda que inmediatamente río abajo del puente en su lado norte se encuentra el antiguo Frankfurt Westhafen, que estuvo en funcionamiento desde 1885 hasta 1999. La escultura es una base del emprendedor y luego jefe de las obras de Cassella, Leo Gans. Para una copia en bronce en Frankfurt de otra escultura de Meunier, Der Sower, ubicado en el Günthersburgpark, proporcionó en 1899 unos 150,000 marcos de oro alemán.
Desde 1910, la escultura se encuentra en su ubicación actual. De 1950 a 1955 fue puesta temporalmente frente al Instituto de arte Städel para trabajos de construcción en el puente.

### El estibador

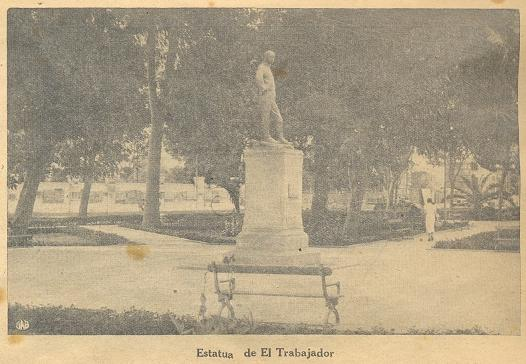
El estibador, llamado El Trabajador, en una fotografía de los años 20.

En 1921, durante el Oncenio de Leguía se celebró el Centenario de la Independencia del Perú y muchas colonias de residentes extranjeros decidieron otorgar obsequios en forma de monumentos al Estado Peruano. En el caso de los belgas, se realizó una copia de esta escultura que se llamó El estibador, o El estibador belga, sobre un pedestal de granito de dos metros de altura, que fue ubicada en la primera cuadra de la Avenida Leguía (hoy avenida Arequipa), en la plaza Bélgica, e inaugurada en 1926.

## Galería

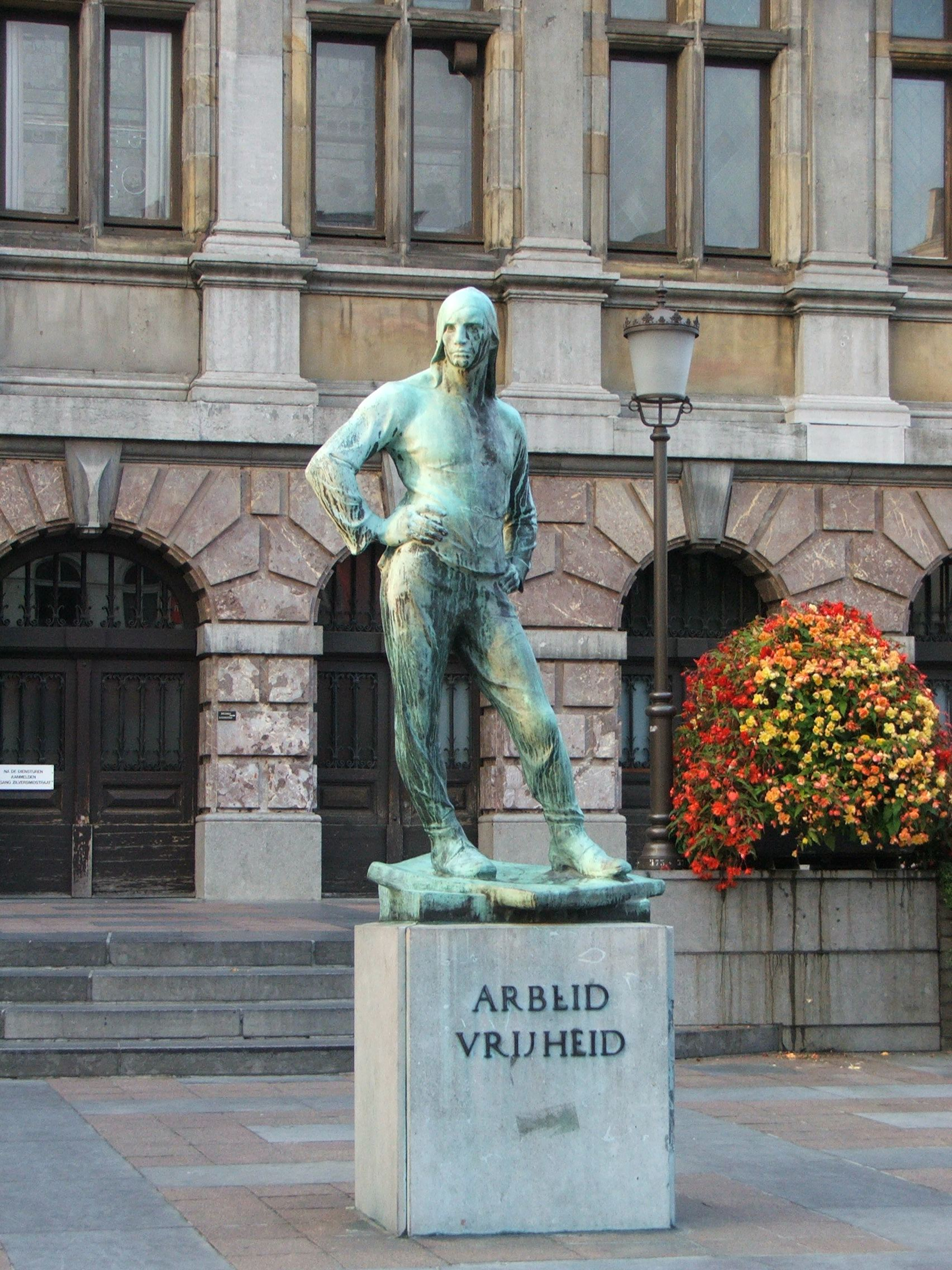
Dokwerker, Amberes
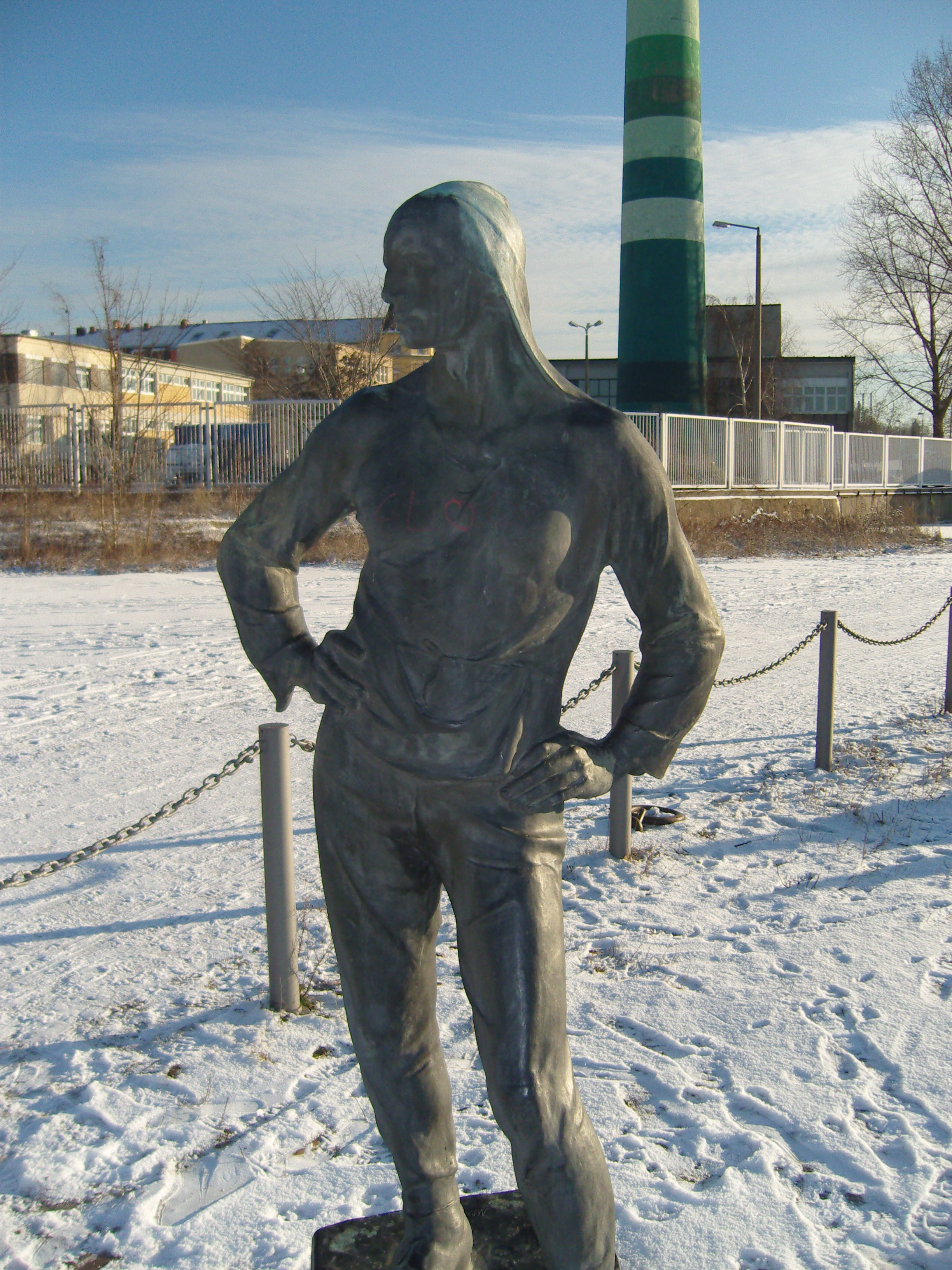
Lastenträger, Dresde
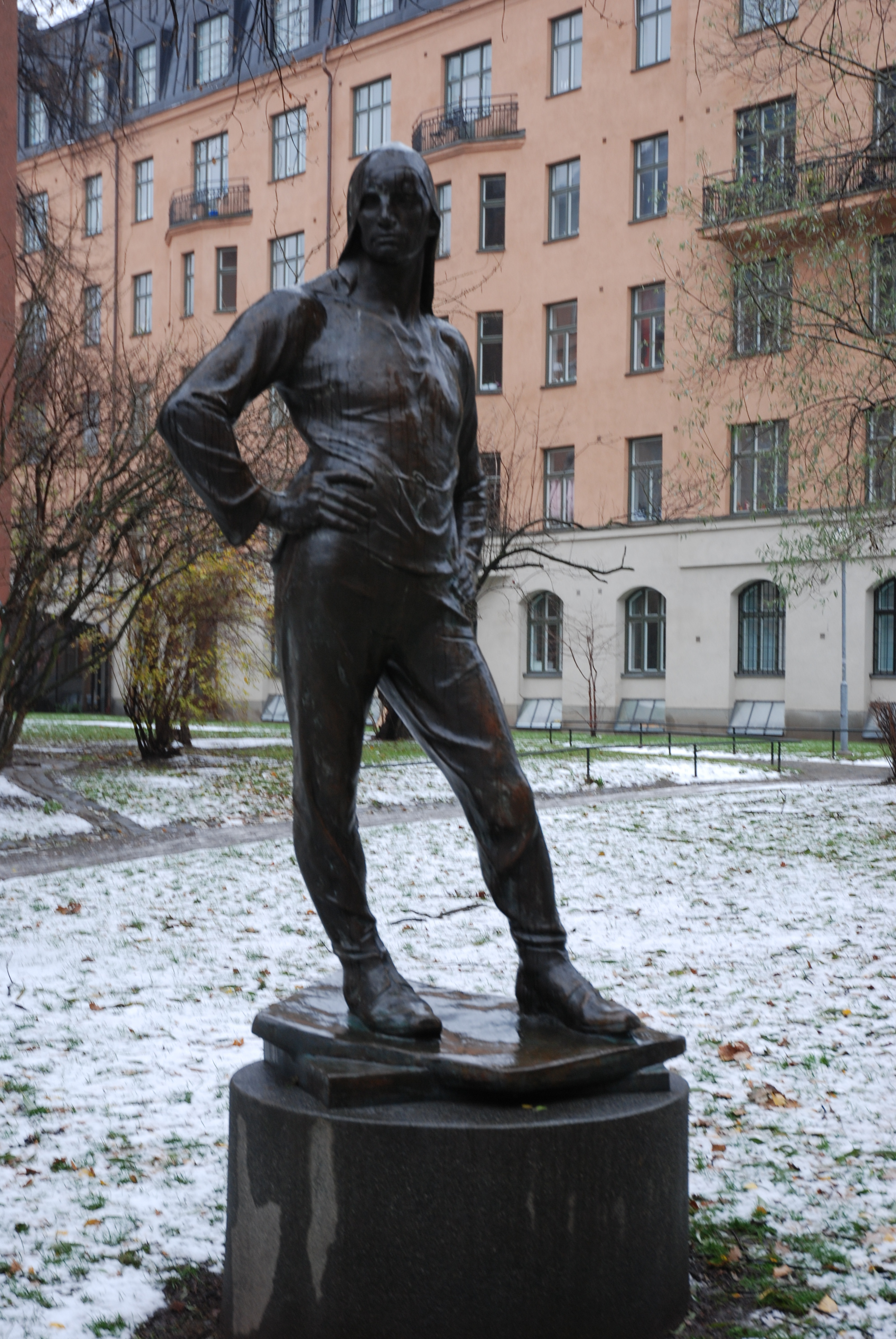
Hamnarbetare, Estocolmo
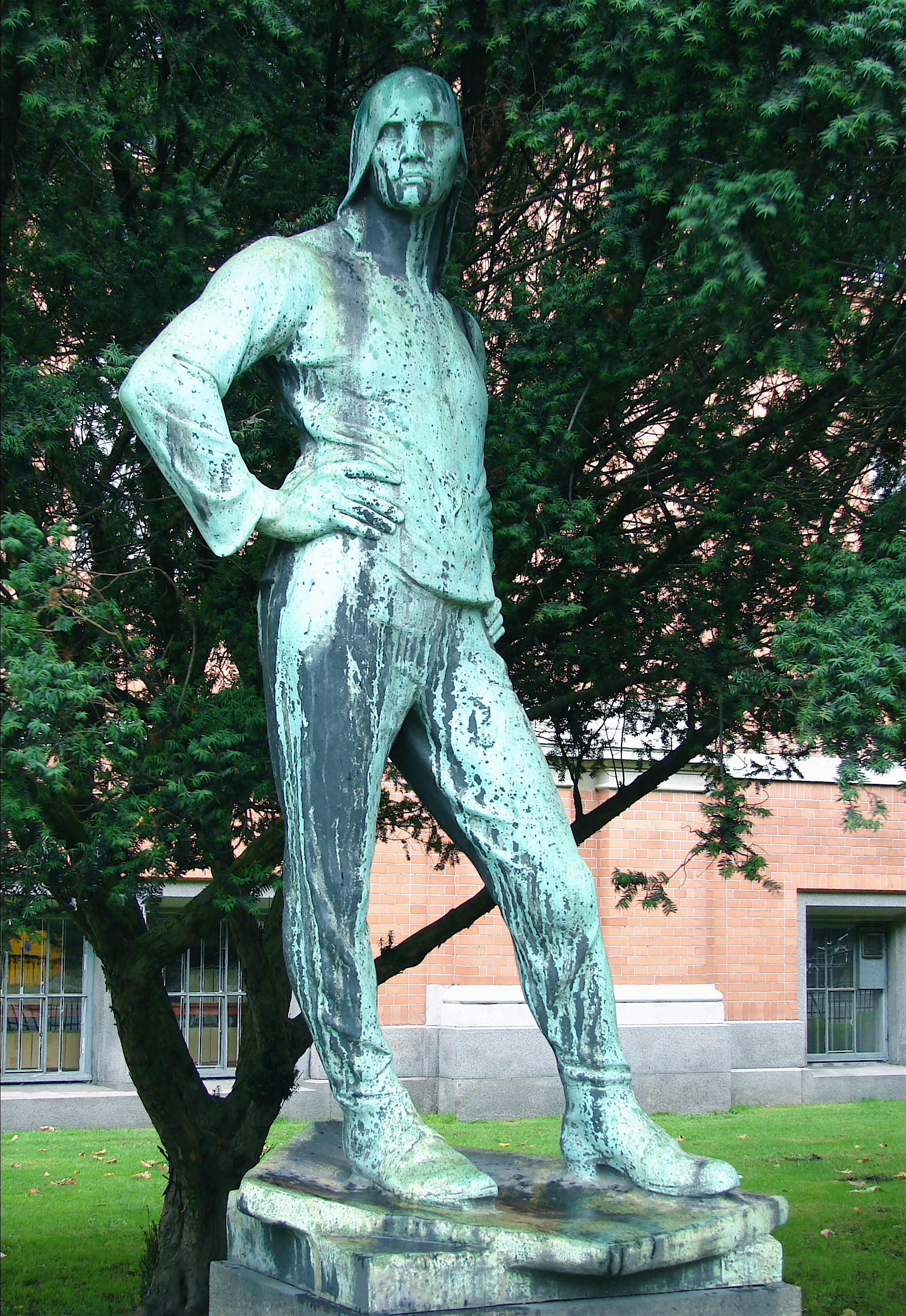
Havnearbejder, Copenhague
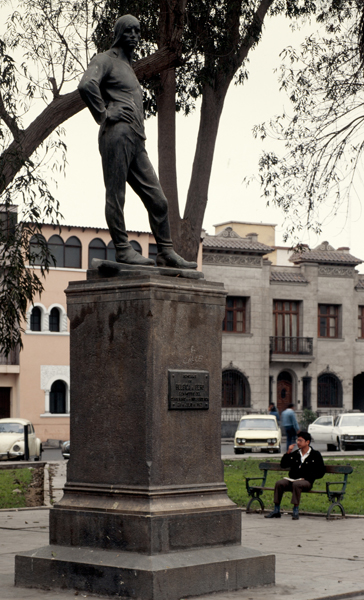
El estibador, Lima